# Noez (kommunhuvudort)
Noez är en kommunhuvudort i Spanien. Den ligger i provinsen Toledo och regionen Kastilien-La Mancha, i den centrala delen av landet, 90 km sydväst om huvudstaden Madrid. Noez ligger 759 meter över havet och antalet invånare är 802.
Terrängen runt Noez är platt åt sydost, men åt nordväst är den kuperad. Noez ligger uppe på en höjd.Runt Noez är det glesbefolkat, med 18 invånare per kvadratkilometer. Närmaste större samhälle är Toledo, 18,9 km nordost om Noez. Trakten runt Noez består till största delen av jordbruksmark.